# Hagegölen, Småland
Hagegölen är en sjö i Uppvidinge kommun i Småland och ingår i Mörrumsåns huvudavrinningsområde.